# Błażej Podleśny
Błażej Podleśny (13. září 1995) je polský volejbalista. Hraje na pozici nahrávače. Od sezóny 2022/2023 působí ve švýcarský klubu Biogas Volley Näfels .

## Týmové úspěchy
České mistrovství:
- 2019

Rakouský pohár:
- 2021

Rakouska mistrovství:
- 2021, 2022

MEVZA - Středoevropská liga:
- 2022

## Individuální ocenění
- 2021: Nejlepší hráč (MVP) Rakouský pohár